# Negreiros
Negreiros is een plaats (freguesia) in de Portugese gemeente Barcelos en telt 1 724 inwoners (2001).